# Infarto agudo de miocardio
El infarto agudo de miocardio («agudo» significa ‘súbito’, mio ‘músculo’ y cardio ‘corazón’), frecuentemente abreviado como IAM o IMA, y conocido en el lenguaje coloquial como infarto, ataque cardíaco o ataque al corazón, es un evento médico muy grave que refleja la muerte de células cardíacas provocada por la isquemia resultante del desequilibrio entre la demanda y el aporte de riego sanguíneo por la circulación coronaria.
La principal causa es la enfermedad de las arterias coronarias con riego sanguíneo insuficiente, que produce daño tisular (a los tejidos) en una parte del corazón por la obstrucción en una de las arterias coronarias, frecuentemente por ruptura de una placa de ateroma vulnerable. La isquemia o suministro deficiente de oxígeno que resulta de tal obstrucción produce la angina de pecho, que si se recanaliza precozmente, no produce muerte del tejido cardíaco, mientras que si se mantiene la anoxia (falta de oxígeno en un tejido) o hipoxia (disminución del suministro de oxígeno), se produce la lesión del miocardio y finalmente la necrosis, es decir, el infarto.
El infarto agudo de miocardio es la principal causa de muerte de hombres y mujeres en todo el mundo. La facilidad de producir arritmias, fundamentalmente la fibrilación ventricular, es la causa más frecuente de muerte en el infarto agudo de miocardio en los primeros minutos, razón por la que existe la tendencia a colocar desfibriladores externos automáticos en lugares públicos concurridos.
Los principales riesgos que predisponen a un infarto son la aterosclerosis u otra enfermedad de las coronarias, antecedentes de angina de pecho, de un infarto anterior o de trastornos del ritmo cardíaco, así como la edad, principalmente en hombres mayores de 40 años y mujeres mayores de 50 años. Ciertos hábitos modificables, como tabaquismo, consumo excesivo de bebidas alcohólicas, obesidad y niveles altos de estrés también contribuyen significativamente a un mayor riesgo de tener un infarto.
Un infarto agudo de miocardio es una emergencia médica por definición y se debe buscar atención médica inmediata. Las demoras son un error grave que cobra miles de vidas cada año. El pronóstico vital de un paciente con infarto depende de la extensión del mismo (es decir, la cantidad de músculo cardíaco perdido como consecuencia de la falta de irrigación sanguínea) y la rapidez de la atención recibida.
Es la causa más frecuente, pero no la única, de muerte súbita cardíaca, mediante las referidas arritmias. El cuadro es de un paro cardíaco. Sin embargo, en la mayor parte de los casos hay actividad eléctrica en el corazón, cuyo paro puede revertirse con una desfibrilación precoz.

## La cuarta definición universal del infarto
En el año 2018 la Sociedad Europea de Cardiología  publicó el consenso sobre la cuarta definición universal del infarto de miocardio. El término infarto agudo de miocardio se debe usar cuando haya daño miocárdico agudo con evidencia clínica de isquemia miocárdica aguda. La definición universal contempla cinco tipos de infarto del miocardio.

## Infarto agudo de miocardio e insuficiencia cardíaca
Infarto agudo de miocardio e insuficiencia cardíaca no son términos sinónimos. En la insuficiencia cardíaca existe un trastorno del bombeo sanguíneo, lo cual, en ciertos casos, puede ser el resultado de un infarto. Si la insuficiencia cardíaca se produce de forma súbita, en el infarto extenso puede llevar a un edema agudo de pulmón con una intensa disnea o ahogo del paciente. 
Los síntomas clásicos de un infarto agudo de miocardio incluyen dolor de pecho opresivo que puede irradiarse a los hombros, mandíbula, cuello, espalda, epigastrio, miembros superiores (predominantemente brazo izquierdo) y resto del tórax anterior, dificultad respiratoria, vómitos, náuseas, palpitaciones, sudoración y ansiedad. Por lo general, los síntomas en las mujeres difieren de los síntomas en los hombres, aunque cerca de un cuarto de los casos son asintomáticos.
La atención al paciente que presenta un cuadro susceptible de ser un infarto debe ser prioritaria, estando en los sistemas de triaje como una atención de máximo nivel. En la atención médica de urgencia, que incluye oxigenoterapia, aspirina y gliceril trinitrato. El alivio del dolor se logra clásicamente con la morfina. El alivio del dolor es primordial, ya que el dolor aumenta la ansiedad y la actividad del sistema nervioso autónomo, provocando aumento del trabajo y demanda de oxígeno por parte del corazón.

## Epidemiología
El infarto agudo de miocardio es la presentación más frecuente de la cardiopatía isquémica. La OMS estimó que en el año 2002 el 12,6 % de las muertes a nivel mundial se debieron a una cardiopatía isquémica, que es la principal causa de muerte en países desarrollados y la tercera causa de muerte en países en vías de desarrollo, después del sida e infecciones respiratorias bajas.
En países desarrollados como Estados Unidos, las muertes por cardiopatías son más numerosas que la mortalidad por cáncer. Las coronariopatías causan una de cada cinco muertes en los Estados Unidos y donde más de un millón de personas sufren un ataque coronario cada año, de las cuales un 40 % morirá como consecuencia del infarto. De modo que un estadounidense morirá cada minuto de un evento coronario patológico. También se presentan en el paciente que no se atiende una gastritis que ha cargado por un tiempo determinado y en el paciente que está sometido a estrés constante.
En la India, la enfermedad cardiovascular es la principal causa de muerte. En este país, un tercio de las muertes durante el año 2007 se debieron a una enfermedad cardiovascular, cifra que se espera aumentará de un millón en 1990 y 1,6 millones en 2000; a dos millones para el año 2010.

## Etiología
El infarto agudo de miocardio se presenta en pacientes con cardiopatía isquémica, ya sea en aquellos que ya sabían que padecían esta enfermedad y recibían tratamiento por ella, o como episodio inicial de la patología. Suele estar precedido por antecedentes de angina inestable, nombre que reciben los episodios de dolor torácico que se hacen más frecuentes, más duraderos, que aparecen con esfuerzos menores que en la evolución previa o que no ceden con la medicación habitual.
El miocardio (el músculo del corazón), sufre un infarto cuando existe una enfermedad coronaria avanzada. En general esto se produce cuando una placa de ateroma que se encuentra en el interior de una arteria coronaria se úlcera o se rompe, causando una obstrucción aguda de ese vaso.
La corona de vasos sanguíneos que llevan oxígeno y nutrientes al propio músculo cardíaco (arterias coronarias) puede desarrollar placas de ateroma, lo que compromete en mayor o menor grado el flujo de oxígeno y nutrientes al propio corazón, con efectos que varían desde una angina de pecho (cuando la interrupción del flujo de sangre al corazón es temporal), a un infarto agudo de miocardio (cuando es permanente e irreversible).

### Factores de riesgo
Los factores de riesgo en la aparición de un infarto de miocardio están muy relacionados con los factores de riesgo de la arteriosclerosis e incluyen, entre otros:
- la hipertensión arterial;
- colesterol alto;
- el tabaquismo;
- es más común en hombres que en mujeres;
- la hipercolesterolemia o, más específicamente, la hiperlipoproteinemia, en particular los niveles elevados de la lipoproteína de baja densidad (LDL) y los niveles bajos de la lipoproteína de alta densidad (HDL);
- la homocisteinemia, es decir, una elevación en la sangre de la concentración de homocisteína, un aminoácido tóxico que se eleva con bajos niveles o insuficientes en la ingesta de vitamina B2, de B6, de B12 y de ácido fólico;
- la diabetes mellitus (con o sin resistencia a la insulina);
- la enfermedad celíaca, que suele pasar sin reconocer ni diagnosticar, principalmente porque suele cursar sin síntomas digestivos evidentes. Los retrasos en el diagnóstico de la enfermedad celíaca pueden provocar que los daños en el corazón sean irreversibles;[18]
- la obesidad,[19] que se define a través del índice de masa corporal (un índice mayor de 30 kg/m²), de la circunferencia abdominal o del índice cintura/cadera;
- el estrés.

#### Factores de protección
Muchos de los factores de riesgo cardíacos son modificables, de modo que muchos ataques del corazón pueden evitarse si logra mantenerse un estilo de vida más saludable. La actividad física, por ejemplo, se asocia con riesgos más bajos. Por supuesto, algunos de los factores de riesgo no pueden modificarse: la edad, el sexo, los antecedentes familiares y otros factores de predisposición genéticos.
Las mujeres que usan pastillas anticonceptivas combinadas suelen presentar un aumento leve en el riesgo de infarto de miocardio, en especial si se presentan otros factores de riesgo, como por ejemplo el hábito de fumar.
Se sabe que la inflamación es un paso importante en el proceso de formación de una placa aterosclerótica. La proteína C reactiva es un marcador sensible, aunque no específico, de la inflamación. Por esa razón, una elevación sanguínea de la proteína C reactiva puede predecir el riesgo de un infarto, así como de un accidente cerebrovascular y el desarrollo de la diabetes, aunque no está claro si juega un papel directo en la formación de la aterosclerosis. Más aún, ciertos fármacos utilizados en el tratamiento del infarto del miocardio pueden reducir los niveles de la proteína C reactiva. No se recomienda el uso de exámenes de alta sensibilidad para la proteína C reactiva en la población general, aunque pueden usarse a discreción de un profesional de la salud en personas con otros factores de riesgo importantes.
Recientemente, se ha relacionado con la enfermedad periodontal con la coronariopatía y, siendo que la periodontitis es muy común, pueden tener consecuencias en la salud pública. Los estudios serológicos que han medido anticuerpos en contra de bacterias que causan la periodontitis clásica encontraron que estos anticuerpos están presentes en personas con coronariopatías. La periodontitis suele aumentar los niveles sanguíneos de la proteína C reactiva, del fibrinógeno y de las citoquinas; por lo que la periodontitis puede mediar el riesgo de infarto por estos factores. Se ha sugerido que la agregación plaquetaria mediada por bacterias causantes de periodontitis puede promover la formación de macrófagos espumosos, así como otros procesos específicos que aún no se han determinado con claridad.
El depósito de calcio es otra de las etapas del proceso de formación de la placa aterosclerótica. Esa acumulación de calcio en las arterias coronarias puede detectarse con ayuda de una tomografía y puede tener valor predictivo más allá de los factores de riesgo clásicos. Se han estudiado muchos otros factores, incluidas las suturas de la oreja y otros signos dermatológicos.

## Patología

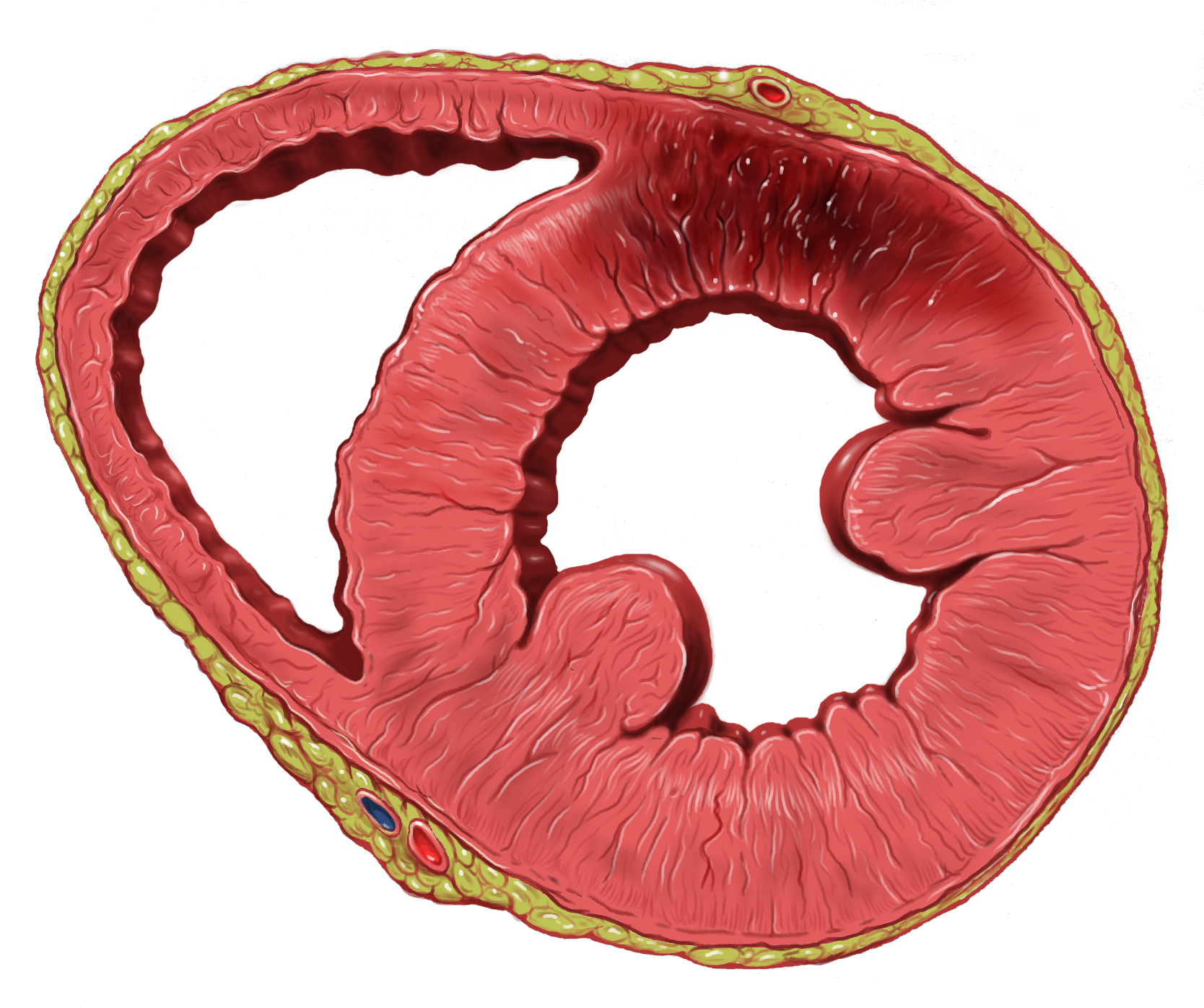
Representación de un infarto de la pared anterior del corazón.

La aparición de un infarto agudo de miocardio se fundamenta en dos subtipos del síndrome coronario agudo, a saber, el infarto de miocardio sin elevación del segmento ST y el infarto de miocardio con elevación del segmento ST, los cuales son, con frecuencia, una manifestación de una coronariopatía, es decir, de una enfermedad de las arterias coronarias. El evento inicial más común es el desprendimiento de una placa aterosclerótica de una de las arterias coronarias del epicardio, es decir, de la cubierta del corazón, que conlleva a la iniciación de la cascada de la coagulación, lo que en ocasiones genera la oclusión total de la arteria.
Si el deficiente flujo sanguíneo al corazón dura lo suficiente, puede iniciarse un proceso llamado cascada isquémica, en la que las células del corazón mueren, principalmente por necrosis, y ya no pueden regenerarse. En ese punto de muerte celular se forma una cicatriz de colágeno permanente, que daña la arquitectura cardíaca. Algunos estudios recientes han indicado que el proceso de muerte celular denominado apoptosis también desempeña un papel importante en el proceso de daño tisular después de un infarto de miocardio. En consecuencia, el tejido fibrótico pone al paciente en una situación de riesgo de la aparición de trastornos del ritmo cardíaco que tiende a ser potencialmente peligroso para su vida, incluida la aparición de una aneurisma ventricular que puede desgarrarse con consecuencias catastróficas, generalmente mortales. El tejido cardíaco así dañado conduce los impulsos eléctricos más lentamente, y esa diferencia en la velocidad de conducción puede causar lo que se conoce como un circuito de reentrada, uno de los posibles causantes de arritmias letales. En el circuito de reentrada, el impulso eléctrico que sale de un nodo llega a un punto fibrótico en su camino que hace que el impulso regrese y estimule al mismo nodo que le dio origen, lo cual puede originar un mayor número de contracciones que en condiciones normales. La arritmia más severa es la fibrilación ventricular (abreviado en inglés VF, iniciales de ventricular fibrilation), que consiste en contracciones extremadamente rápidas y caóticas que llevan a una muerte súbita cardíaca.
Igualmente grave es la taquicardia ventricular, aunque el pronóstico tiende a ser menos letal. Una taquicardia ventricular y en especial una VF impiden que el corazón bombee la sangre eficazmente, lo que hace que el gasto cardíaco y la presión arterial caigan a niveles peligrosos, y puede provocar una mayor isquemia y un infarto más extenso.

### Histopatología

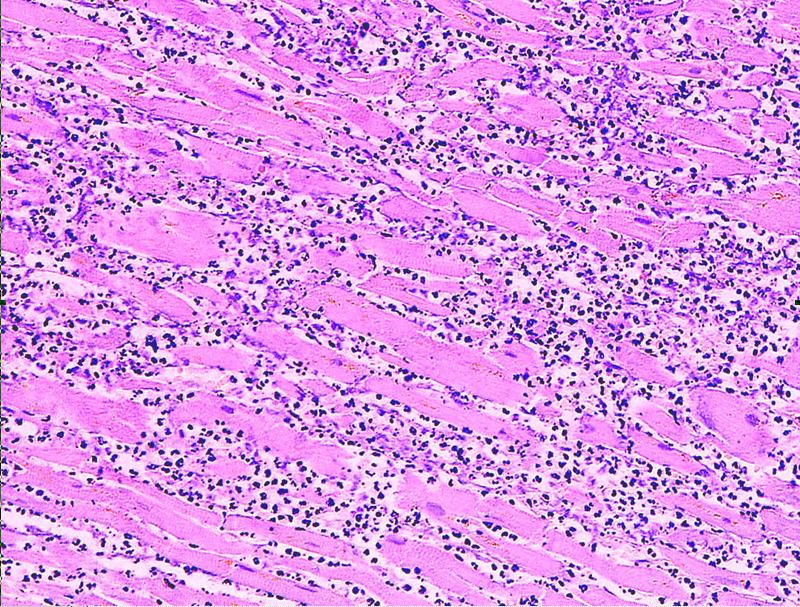
Imagen microscópica (magn. 100x, hematoxilina y eosina) de una muestra de autopsia 2 días post-infarto.

El examen histopatológico del corazón puede mostrar un infarto, por lo general durante una autopsia. Bajo el microscopio, un infarto de miocardio se presenta como una región circunscrita por isquemia y necrosis coagulativa, identificables en las primeras 12 horas del incidente.
Uno de los primeros cambios que se muestran en un corazón infartado es la aparición de fibras ondeantes. Posterior a ello el citoplasma del miocito se vuelve rosado o eosinofílico y pierden las estrías transversales que las caracteriza y finalmente pierden la envoltura nuclear. El intersticio que rodea la región infartada se infiltra inicialmente de neutrófilos, luego linfocitos y macrófagos, los cuales ingieren la célula muerta. Esa región circunvecina se llena progresivamente de una capa de colágeno que cicatriza al área. Puede también verse infiltración de glóbulos rojos. Estas son características en casos donde no se restauró la perfusión sanguínea, pues los infartos reperfundidos pueden presentar otros elementos, como bandas necróticas.

## Síntomas
Aproximadamente la mitad de los pacientes con infarto presentan síntomas de advertencia antes del incidente. La aparición de los síntomas de un infarto de miocardio ocurre, por lo general, de manera gradual, en el transcurso de varios minutos, y rara vez ocurre de manera instantánea. Cualquier número de síntomas compatibles con una repentina interrupción del flujo sanguíneo al corazón se agrupan dentro del síndrome coronario agudo.

### Dolor torácico

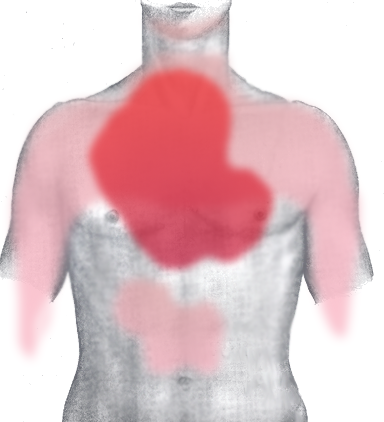
Vista anterior de las principales zonas de dolor de pecho en un infarto de miocardio (rojo oscuro = la zona más frecuente, rojo claro = otras posibles regiones).

El dolor torácico repentino es el síntoma más frecuente de un infarto, por lo general es prolongado y se percibe como una presión intensa, que puede extenderse o propagarse hasta los brazos y los hombros, sobre todo del lado izquierdo, a la espalda, al cuello e incluso a los dientes y la mandíbula. El dolor de pecho debido a isquemia o una falta de suministro sanguíneo al corazón se conoce como angor o angina de pecho, aunque no son poco frecuentes los infartos que cursan sin dolor, o con dolores atípicos que no coinciden con lo aquí descrito. 

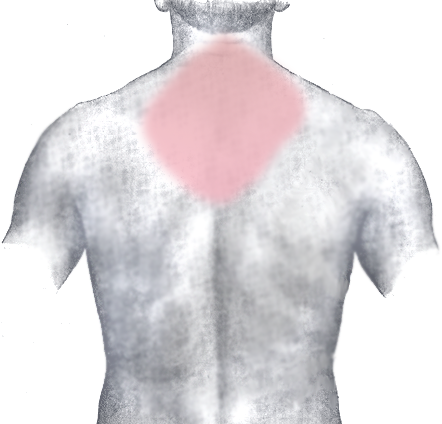
Vista posterior de las principales zonas de dolor de pecho en un infarto de miocardio (rojo oscuro = la zona más frecuente, rojo claro = otras posibles regiones).

Por eso se dice que el diagnóstico es siempre clínico, electrocardiográfico y de laboratorio, ya que sólo estos tres elementos juntos permitirán realizar un diagnóstico preciso. Cuando es típico, el dolor se describe como un puño enorme que retuerce el corazón. Corresponde a una angina de pecho, pero prolongada en el tiempo, y no responde a la administración de los medicamentos con los que antes se aliviaba (por ejemplo, la nitroglicerina sublingual) ni cede tampoco con el reposo. El dolor a veces se percibe de forma distinta, o no sigue ningún patrón fijo, sobre todo en las personas ancianas y en las personas con diabetes.
En los infartos que afectan la cara inferior o diafragmática del corazón puede también percibirse como un dolor prolongado en la parte superior del abdomen que el individuo podría, erróneamente, atribuir a indigestión o acidez. El signo de Levine se ha categorizado como un signo clásico y predictivo de un infarto, en el que el afectado localiza el dolor de pecho agarrando fuertemente su tórax a nivel del esternón.

### Dificultad respiratoria
La disnea o dificultad para respirar, ocurre cuando el daño del corazón reduce el gasto cardíaco del ventrículo izquierdo, causando insuficiencia ventricular izquierda y, como consecuencia, edema pulmonar. Otros signos incluyen la diaforesis o una exagerada sudoración, debilidad, mareos (en un 10 por ciento de los casos es el único síntoma), palpitaciones, náuseas de origen desconocido, vómitos y desfallecimiento. Es probable que la aparición de estos últimos síntomas sea consecuencia de una liberación masiva de catecolaminas del sistema nervioso simpático, una respuesta natural al dolor y las anormalidades hemodinámicas que resultan de la disfunción cardíaca.

### Examen físico
La apariencia general de los pacientes con infarto de miocardio varía de acuerdo a los síntomas. Se puede ver pacientes cómodos o pacientes agitados con una frecuencia respiratoria aumentada. Es frecuente ver un color de piel pálida, lo que sugiere vasoconstricción. Algunos pacientes pueden tener una fiebre leve (38–39 °C), con presión arterial elevada o en algunos casos disminuida y el pulso puede volverse irregular.
Si aparece una insuficiencia cardíaca, se puede encontrar en la exploración física una elevada presión venosa yugular, reflujo hepatoyugular o hinchazón de las piernas debido a edema periférico. Varias anormalidades pueden ser oídas durante la auscultación, tales como un tercer y un cuarto ruido cardíaco, roce pericárdico, desdoblamiento paradójico del segundo ruido y crepitantes sobre el pulmón.

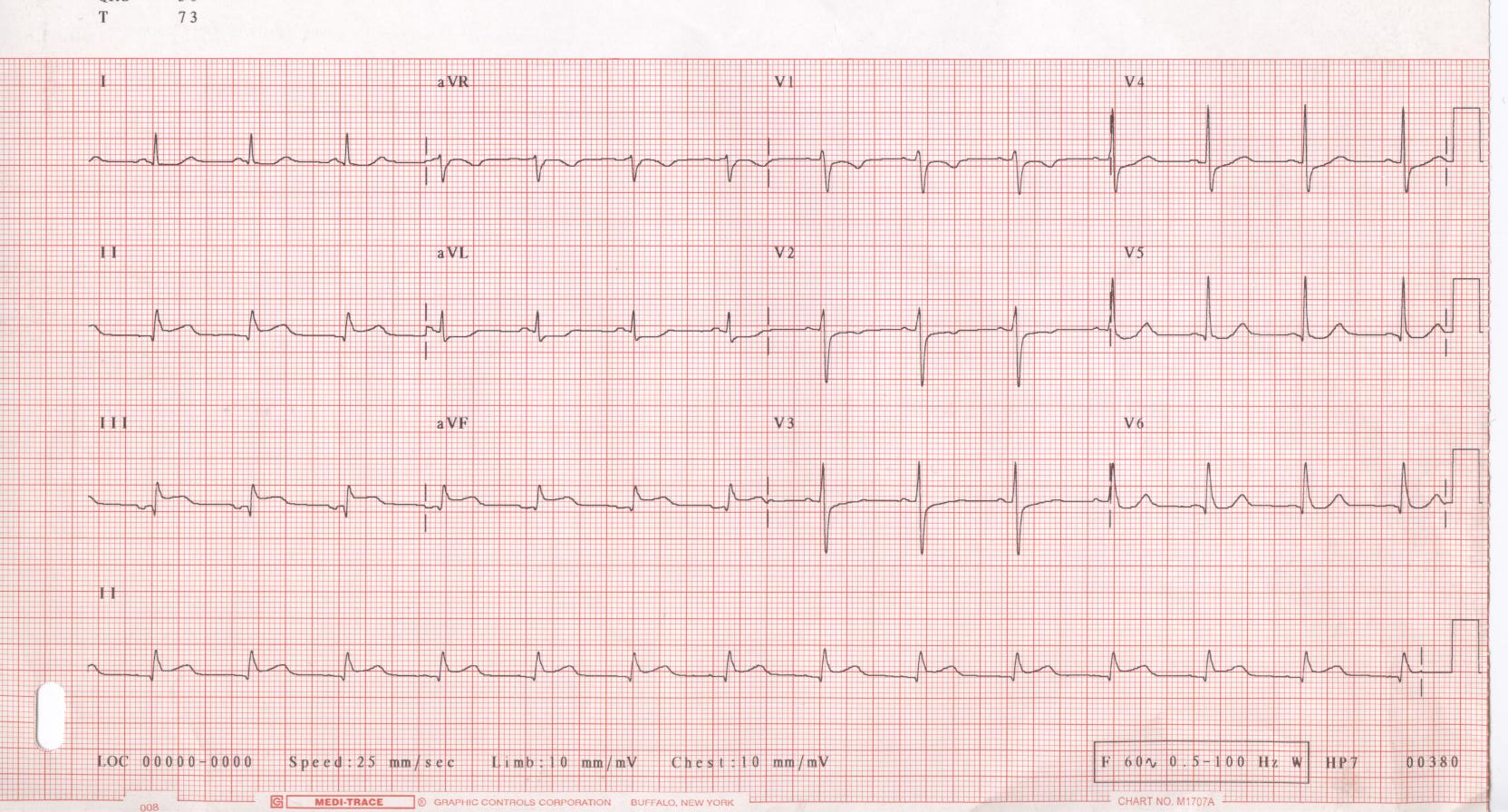
Electrocardiograma de 12 derivaciones mostrando elevación inferior del segmento ST en las derivaciones II, III, y aVF junto con depresión recíproca del segmento ST en las derivaciones I y aVL.

### Signos graves
Los signos más graves incluyen la pérdida de conocimiento debido a una inadecuada perfusión cerebral, shock cardiogénico e incluso muerte súbita, por lo general debido a una fibrilación ventricular.

### En las mujeres
Las mujeres tienden a experimentar síntomas marcadamente distintos a los de los hombres. Los síntomas más comunes en las mujeres son la disnea (dificultad para respirar), la debilidad, la fatiga e incluso la somnolencia, los cuales se manifiestan hasta un mes antes de la aparición clínica del infarto isquémico. En las mujeres, el dolor de pecho puede ser menos predictivo de una isquemia coronaria que en los hombres.

### Infartos sin dolor o sin otros síntomas
Aproximadamente un cuarto de los infartos de miocardio son silentes, es decir, aparecen sin dolor de pecho y sin otros síntomas. Estos infartos suelen descubrirse tiempo después durante electrocardiogramas subsiguientes o durante una autopsia sin antecedentes de síntomas relacionados con un infarto. Este curso silente es más común en los ancianos, en los pacientes con diabetes y después de un trasplante de corazón, probablemente debido a que un corazón donado no está conectado a los nervios del paciente hospedador. En pacientes con diabetes, las diferencias en el umbral del dolor, la neuropatía autonómica y otros factores fisiológicos son posibles explicaciones de la ausencia de sintomatología durante un infarto.

## Diagnóstico

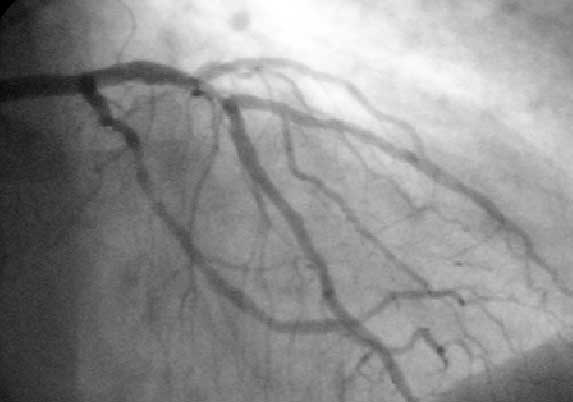
Angiografía coronaria con angioplastia.

El diagnóstico de un infarto de miocardio debe formularse integrando aspectos clínicos de la enfermedad actual del individuo y un examen físico, incluido un electrocardiograma y pruebas de laboratorio que indiquen la presencia o ausencia de daño celular de las fibras musculares. Por esta razón, la semiología que el clínico debe aplicar ante la presencia de un dolor precordial (por sus características y por su duración) debe obligarlo a proponer el diagnóstico de infarto agudo del miocardio (IAM) con suficiente premura, ya que el retraso en el planteamiento se traduce en la pérdida de un tiempo valioso necesario para instituir el método de reperfusión disponible con la idea de recuperar la mayor extensión de miocardio, ya que, como es bien sabido, existe una relación inversa entre el tiempo transcurrido para iniciar el procedimiento y la cantidad de músculo “salvado”.

### Criterios de diagnóstico
Los criterios de la Organización Mundial de la Salud (OMS) son los que básicamente se usan en el diagnóstico de un infarto de miocardio. Un paciente recibe el diagnóstico probable de infarto si presenta dos de los siguientes criterios, y el diagnóstico será definitivo si presenta los tres:
1. historia clínica de dolor de pecho isquémico que dure por más de 30 minutos;
2. cambios electrocardiográficos en una serie de trazos, e
3. incremento o caída de biomarcadores séricos, tales como la creatina quinasa tipo MB y la troponina.

Estos criterios de la OMS fueron redefinidos en el 2000 para dar predominio a los marcadores cardíacos. De acuerdo con las nuevas disposiciones, un aumento de la troponina cardíaca, acompañada de síntomas típicos, de ondas Q patológicas, de elevación o depresión del segmento ST o de intervención coronaria, es suficiente para diagnosticar un infarto de miocardio.
El diagnóstico clínico del IAM se debe basar, entonces, en la conjunción de los tres siguientes datos: dolor característico, cambios electrocardiográficos sugestivos y elevación de las enzimas, y debe tenerse presente que esta última puede no presentarse en forma oportuna, por lo que los dos primeros cambios deberán tomarse en cuenta para iniciar la reperfusión a la brevedad posible.

### Marcadores cardíacos
Las enzimas cardíacas son proteínas provenientes del tejido cardíaco y que se liberan a la circulación sanguínea como consecuencia del daño al corazón, tal como es el caso en un infarto de miocardio. Hasta los años 1980 se usaban de rutina las enzimas aspartato aminotransferasa y lactato deshidrogenasa para la evaluación del daño cardiaco. Se descubrió luego la elevación desproporcional del subtipo MB de la enzima creatina quinasa (CK) específicamente como producto de un daño miocárdico. Las regulaciones actuales tienden a favorecer a las unidades I y T de la troponina, las cuales son específicas del músculo cardíaco; hasta se piensa que comienzan a elevarse antes de que ocurra el daño muscular. La elevación de la troponina en un paciente con dolor de pecho puede predecir acertadamente la probabilidad de un infarto de miocardio en el futuro cercano. Un marcador cardíaco reciente es la isoenzima BB de la glucógeno fosforilasa.
El diagnóstico de infarto agudo al miocardio sin elevación de segmento ST,  se establece cuando hay datos electrocardiográficos de lesión, sin elevación de segmento ST y con enzimas cardiacas elevadas.Mientras que para el infarto agudo al miocardio con elevación de segmento ST (IMCEST, o infarto transmural),  basta con la clínica y datos electrocardiográficos para establecer el diagnóstico.
Cuando ocurre daño al corazón, los niveles de los marcadores cardíacos suben con el transcurso del tiempo, por lo que se acostumbra tomar muestras de sangre y analizar los niveles de estos marcadores enzimáticos en un período de 24 horas. Debido a que estas enzimas cardíacas no siempre se incrementan inmediatamente después de un ataque al corazón, aquellos pacientes con dolor de pecho tienden a ser tratados asumiendo que tienen un infarto hasta que sea posible evaluarlos en busca de un diagnóstico más preciso.
Es muy importante determinar la magnitud del daño al miocardio, y con base en ello hacer una predicción del nivel de recuperación de la función cardiaca que pudiese esperarse. Hoy en día se utilizan técnicas que combinan el uso de marcadores como la troponina 1 con las ventajas que ofrece la resonancia magnética cardiovascular. Por ejemplo, la identificación o mapeo de la troponina 1 (T1) mediante resonancia magnética sin contraste permite identificar tempranamente la severidad del daño del tejido en el infarto agudo del miocardio. Es decir, si mediante el uso de imágenes de resonancia magnética se encuentran incrementos importantes en los valores de T1, la probabilidad de recuperación del tejido a los seis meses de evolución disminuye.

### Angiografía
En los casos más complicados o en situaciones donde se amerite una intervención para restaurar el flujo sanguíneo, se puede realizar una angiografía de las coronarias. Se introduce un catéter en una arteria, por lo general la arteria femoral, y se empuja hasta llegar a las arterias que irrigan al corazón. Se administra luego un contraste radio-opaco y se toma una secuencia de radiografías (fluoroscopía). Las arterias obstruidas o estrechas pueden ser identificadas con este procedimiento, pero solo debe ser realizada por un especialista calificado.
- Estudios isotópicos o cateterismo cardíaco (coronariografía). Como elemento de diagnóstico, se plantean cuando ya ha pasado la fase aguda. No obstante, puede plantearse la realización de una cineangiocoronariografía por caterismo cardíaco, a los efectos de determinar el o los vasos obstruidos y plantear una desobstrucción en agudo, por angioplastia percutánea con o sin colocación de stents o, más raramente por endarterectomía.

### Diagnóstico diferencial
El diagnóstico diferencial incluye otras causas repentinas de dolor de pecho, como tromboembolismo pulmonar, disección aórtica, derrame pericárdico que cause taponamiento cardíaco, neumotórax a tensión y desgarro esofágico.

## Prevención
La prevención del infarto se basa en:
- Una alimentación sana, rica en alimentos de origen vegetal, cuyos nutrientes y antioxidantes protegen al corazón y los vasos sanguíneos. Es conveniente que sea baja en grasas nocivas como colesterol, triglicéridos, grasas trans, etc.
- Ejercicio físico moderado de duración prolongada (marcha, bicicleta, etc.). Hasta sumar al menos media hora al día o 3 horas a la semana.
- No fumar.
- Es conocida la práctica de tomar aspirina de manera periódica (bajo alguna guía de un médico al paciente), pues inhibe la formación de trombos en los vasos sanguíneos y así sirve como prevención (si no hay incompatibilidades con la aspirina que la desaconsejen).[65]

## Primeros auxilios
Cuando aparecen síntomas de un infarto de miocardio, está recomendado hacer de inmediato una llamada a los servicios médicos de emergencia, explicando cuál es el problema del paciente. Avisar con rapidez previene que el infarto deje daños en el corazón, lo cual se resume en la expresión: «tiempo perdido es músculo perdido (del corazón)».No es recomendable intentar conducirse uno mismo hasta un hospital, ni ser llevado allí en el vehículo propio de cualquier persona, sino en ambulancia (o helicóptero, si hay alguno disponible para eso), acompañado por un equipo de especialistas de la salud, lo cual es (normalmente) el método más rápido y seguro,excepto si es imposible (por ejemplo: si el viaje fuese a través de fenómenos climáticos peligrosos hasta un lugar muy lejano). En cualquier caso, sería recomendable que, durante el traslado, el paciente estuviese acompañado, al menos, por cualquier persona capacitada para realizar primeros auxilios.
Es aconsejado que el paciente permanezca calmado en una posición que le resulte cómoda. La cual, en caso de infarto, no suele ser una posición horizontal (tumbado), sino otras que permitan que el paciente descanse minimizando la dificultad respiratoria, especialmente una posición de estar sentado, o incluso una posición de estar medio-sentado con las rodillas dobladas (según notaría el propio paciente). El acceso al oxígeno aéreo mejora si se suelta el botón del cuello de la camisa del paciente, y, dentro de un automóvil, si se abren las ventanas
Si el corazón del paciente dejase de latir, dejándolo así aproximadamente inconsciente de manera inmediata, requeriría aplicarle rápidamente una reanimación cardiopulmonar.
Conviene recordar que la prevención del infarto es fundamental para evitar que suceda.
Uso de aspirina y otros medicamentos en los primeros auxilios del infarto:
- Algunas sustancias contribuyen a fluidificar la sangre. La aspirina tiene un efecto antiagregante plaquetario, el cual inhibe la formación del trombo de un infarto y contribuye a reducir su mortalidad.[70] Por eso, puede ser útil darle a la víctima de infarto una tableta de aspirina, si no es alérgico a ella o tiene otras incompatibilidades con la aspirina que la desaconsejen.[65] Una dosis de 162 a 325 mg es considerada como ya válida para ese efecto.[71]Son preferibles los formatos de aspirina masticables, o efervescentes disueltos a trozos, para que su absorción por el organismo sea más rápida.[72] También hay formatos sublinguales para pacientes que no puedan tragar. Los pacientes con enfermedad coronaria (capaz de producir infarto) a quienes el médico les haya recetado un medicamento apropiado para ella (por ejemplo, con un efecto inhibidor y reductor de trombos, u otro similar) podrían mejorar si lo toman entonces,[73]aunque los efectos pueden variar según sea ese medicamento.
- Los medicamentos con nitroglicerina u otros nitratos actúan relajando los vasos sanguíneos, y por ello son administrados en dosis medidas para los casos de infarto y angina de pecho, por si producen alguna mejoría, de acuerdo con indicaciones médicas y protocolos.[74] Sin embargo, pueden interactuar con los medicamentos para la disfunción eréctil si éstos han sido tomados en las últimas 24 horas (aunque serían 48 horas en el caso de Cialis, y 12 horas para Stendra, según las referencias aproximadas que existen),[75] y esa interacción provocaría una bajada de tensión grave.
- En cualquier caso, luego habría que comunicarle a los profesionales de la salud que atiendan al paciente qué es lo que ha tomado (si eso fuese recordable).

## Tratamiento
Un ataque al corazón es una emergencia médica, por lo que demanda atención inmediata. El objetivo principal en la fase aguda es salvar la mayor cantidad posible de miocardio y prevenir complicaciones adicionales. A medida que pasa el tiempo, el riesgo de daño al músculo cardíaco aumenta, por lo que cualquier tiempo que se pierda es tejido que igualmente se ha perdido. Al experimentar síntomas de un infarto, es preferible pedir ayuda y buscar atención médica inmediata. No es recomendable intentar conducirse uno mismo hasta un hospital.

### Cuidados médicos inmediatos
Al llegar a la sala de emergencia, el médico probablemente administrará varias de las siguientes terapias:
- Antiagregantes plaquetarios. Son medicamentos que impiden la agregación plaquetaria en la formación del trombo. Los más empleados son la aspirina en dosis de 100-300 mg al día, y el clopidogrel.

### Intervención coronaria percutánea
La intervención coronaria percutánea consiste en un angiograma inicial para determinar la ubicación anatómica del vaso infartado, seguido por una angioplastia con balón del segmento trombosado. En algunos abordajes se emplea la extracción del trombo por un catéter aspirador. El uso de un stent no tiende a mejorar los resultados a corto plazo, aunque disminuyen la cantidad de segundas operaciones en comparación con la angioplastia de balón.
Terapia Génica y Celular
Técnica novedosa en 2010, desarrollada en fase pre-quirúrgica en Houston (EE. UU.) y en fase clínica en el hospital Gregorio Marañón de Madrid-España; se basa en la utilización de células madre en la regeneración del tejido cardíaco. Las células madre proceden de la propia materia grasa del paciente intervenido, estas son inyectadas en la zona dañada del corazón.
Se ha demostrado que existen beneficios de una Intervención coronaria percutánea realizada por un especialista, sobre la terapia trombolítica en casos de un infarto caracterizado por elevación aguda del segmento ST. Los únicos desafíos que obstaculizan este procedimiento suelen ser la aplicación de la angioplastia vía cateterización cardíaca, así como los recursos económicos del paciente. El objetivo principal de una intervención coronaria percutánea es el abrir la luz de la arteria afectada lo más pronto posible, de preferencia en los primeros 90 minutos desde la llegada del paciente a la emergencia, abortando así el infarto de miocardio. Por lo general, los hospitales que hacen la intervención tienen el respaldo quirúrgico de un equipo de baipás coronario. Las primeras angioplastias coronarias en infartos agudos de miocardio, fueron practicadas por el Dr. Constantino Constantini en el Instituto Modelo de Cardiología en Córdoba, Argentina en el año 1985. La implementación de este tratamiento fue motivo de una enorme discusión durante años en el ámbito médico hasta su aceptación generalizada bien entrados los 90.

## Pronóstico y complicaciones
Sin embargo, existen algunas complicaciones posibles:
- Infarto del ventrículo derecho:  Aparece por extensión de infarto del VI, infarto de cara inferior. Tienen alta probabilidad de progresar a un choque cardiogénico. Hay hipertensión venosa sistémica general. Por aumento de presión sistólica del VD. Disminución de gasto cardiaco ventricular izquierdo en inspiración: Movimiento anormal del septum. Interdependencia del septum ventricular. Con hallazgos clínicos como: ingurgitación yugular y latiendo, hepatomegalia congestiva, ritmo de galope derecho, pulso de Kussmaul.

La clasificación propuesta por Killip y Kimball permite establecer un pronóstico razonable de acuerdo a los signos y síntomas presentes al momento del ingreso a un centro hospitalario.